# Dịch tễ học bệnh lao
| no data ≤ 10 10–25 25–50 50–75 75–100 100–250 | 250–500 500–750 750–1000 1000–2000 2000–3000 ≥ 3000 |

Age-standardized death from tuberculosis per 100,000 inhabitants in 2004.
no data
≤ 10
10–25
25–50
50–75
75–100
100–250
250–500
500–750
750–1000
1000–2000
2000–3000
≥ 3000

In 2007, the prevalence of TB per 100,000 people was highest in Sub-Saharan Africa, and was also relatively high in Asian countries like India.

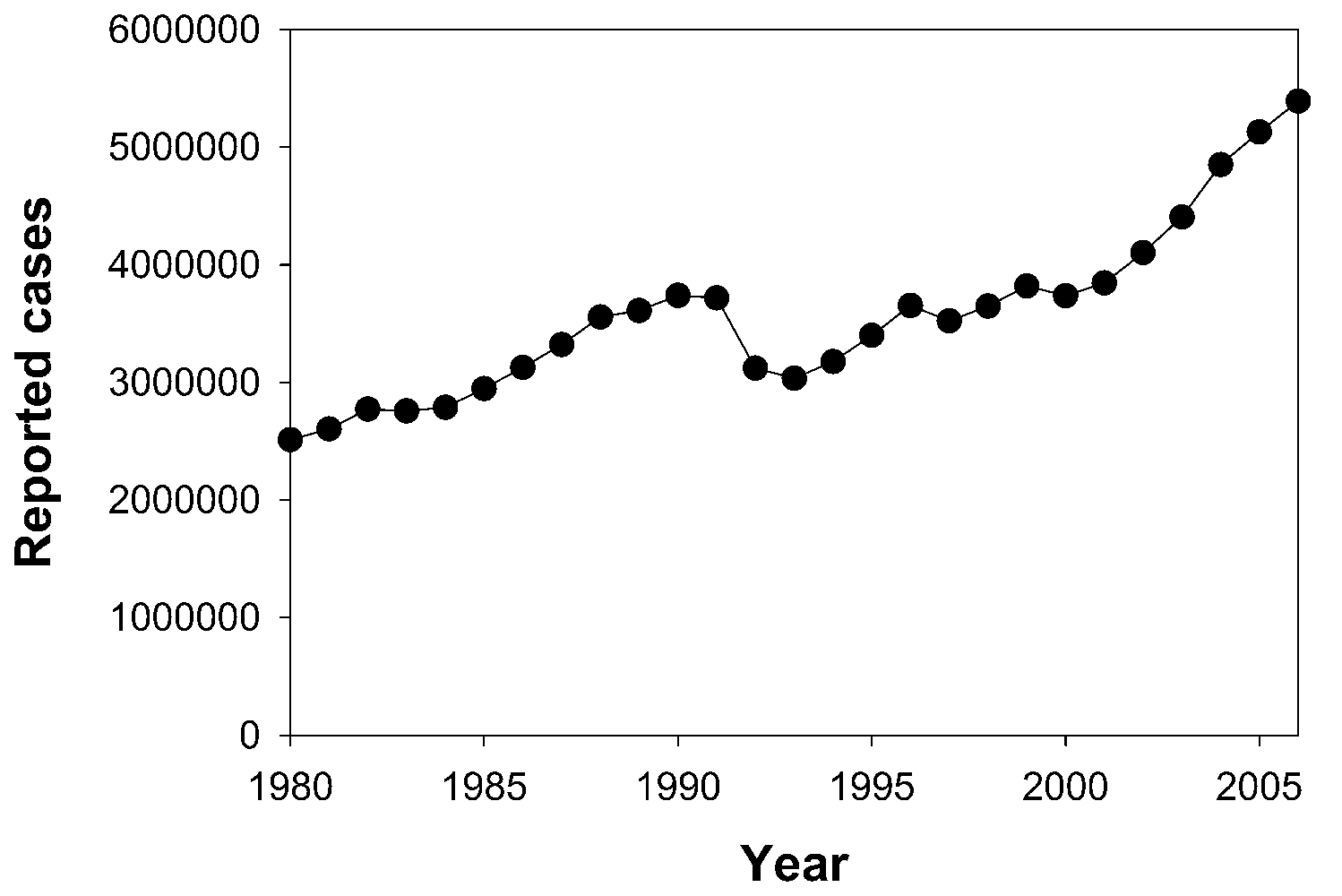
Annual number of new reported TB cases. Data from WHO.

Khoảng một phần ba dân số thế giới đã bị nhiễm M. tuberculosis, và nhiễm trùng mới xảy ra với tốc độ một người mỗi giây. Tuy nhiên, không phải tất cả các bệnh nhiễm trùng do M. tuberculosis đều gây bệnh lao và nhiều bệnh nhiễm trùng không có triệu chứng. Năm 2007, ước tính có 13,7 triệu trường hợp hoạt động, và năm 2010 có 8,8 triệu trường hợp mới và 1,45 triệu ca tử vong, phần lớn ở các nước đang phát triển. 0,35 triệu ca tử vong xảy ra ở những người đồng nhiễm HIV. Trong năm 2015, trên toàn thế giới 1,8 triệu trong số 10,4 triệu người bị ảnh hưởng bởi căn bệnh này đã chết.
Bệnh lao là nguyên nhân phổ biến thứ hai gây tử vong do bệnh truyền nhiễm (sau HIV). Số trường hợp bệnh lao tuyệt đối đã giảm kể từ năm 2005 và các trường hợp mới kể từ năm 2002. Nga đã đạt được tiến bộ đặc biệt đáng kể với tỷ lệ tử vong do lao giảm từ 61,9 trên 100.000 vào năm 1965 xuống còn 2,7 trên 100.000 vào năm 1993; tuy nhiên, tỷ lệ tử vong tăng lên 24 trên 100.000 vào năm 2005 và sau đó giảm xuống 11 trên 100.000 vào năm 2015. Sự phân bố bệnh lao không đồng đều trên toàn cầu; khoảng 80% dân số ở nhiều nước châu Phi, Caribê, Nam Á và Đông Âu thử nghiệm dương tính với các xét nghiệm lao tố, trong khi chỉ có 5-10% số người xét nghiệm dương tính ở Mỹ dương tính.
Năm 2007, nước có tỷ lệ mắc lao cao nhất ước tính là Swaziland, với 1200 ca trên 100.000 người. Tính đến năm 2014, Ấn Độ có tổng tỷ lệ mắc bệnh lớn nhất, với ước tính 2,2 triệu trường hợp mới và hơn 0,3 triệu ca tử vong với tổn thất kinh tế là 23 tỷ đô la mỗi năm; năm 2015, ước tính có 2.840 trường hợp lao. Theo Tổ chức Y tế Thế giới (WHO), trong giai đoạn 2000-2015, tỷ lệ tử vong ước tính của Ấn Độ giảm từ 55 xuống 36 trên 100.000 dân mỗi năm với ước tính 480 nghìn người chết vì bệnh lao vào năm 2015.
Ở các nước phát triển, bệnh lao ít phổ biến hơn và dặc biệt là các đô thị lớn. Ở châu Âu, tử vong do bệnh lao giảm từ 500 trong 100.000 người năm 1850 xuống còn 50/1992 vào năm 1950. Cải thiện sức khỏe cộng đồng đang làm giảm bệnh lao ngay cả trước khi xuất hiện kháng sinh, mặc dù căn bệnh này vẫn là mối đe dọa đáng kể đối với sức khỏe cộng đồng. các Hội đồng nghiên cứu Y khoa được thành lập ở Anh vào năm 1913 tập trung ban đầu của nó là nghiên cứu bệnh lao. Năm 2007, ở Anh, mức trung bình toàn quốc là 15 trên 100.000 và tỷ lệ mắc cao nhất ở Tây Âu là 30 trên 100.000 ở Bồ Đào Nha và Tây Ban Nha. Những tỷ lệ này so với 98 trên 100.000 ở Trung Quốc và 48 trên 100.000 ở Brazil. Tại Hoa Kỳ, tỷ lệ mắc bệnh lao tổng thể là 4 trên 100.000 người trong năm 2007. Ở Canada, bệnh lao vẫn là bệnh đặc hữu ở một số vùng nông thôn.
Tỷ lệ mắc bệnh lao thay đổi theo độ tuổi. Ở châu Phi, bệnh lao chủ yếu ảnh hưởng đến thanh thiếu niên và thanh niên. Tuy nhiên, ở những quốc gia có tỷ lệ mắc bệnh lao từ cao đến thấp, chẳng hạn như Hoa Kỳ, bệnh lao chủ yếu là bệnh của người lớn tuổi, hoặc bị tổn thương miễn dịch.
Tỷ lệ mắc bệnh lao theo mùa, với các đỉnh xuất hiện vào mỗi mùa xuân/hè. Lý do cho điều này là không rõ ràng, nhưng có thể liên quan đến thiếu hụt vitamin D trong mùa đông.